# 葉佩男
葉佩男（Puinam，1994年9月12日—），澳門女性模特兒、YouTuber，曾為澳門娛樂公司微辣文化旗下的藝人，普遍亦被稱呼為「家姐」，其父親為澳門14K雙花紅棍猛鬼添。劉靜儀自殺事件引起的反職場欺凌風波令佩男的品格備受質疑，過了不久她便離開了微辣集團。

## 爭議
2023年7月26日，微辣前經理人劉靜儀（阿晶）自殺身亡，葉佩男因曾在Instagram貼上加了哭臉濾鏡的照片，被指有份欺凌阿晶。7月27日，葉佩男在Instagram上發文否認，指自已從不霸凌任何人。
2023年8月8日，葉佩男發文向大眾道歉，並聲稱自己於2021年3月份已自組工作室及工作團隊，轉成以個別工作方案形式與微辣合作，但是網民大體駡她的回應不行。
去年十月初，佩男和妹妹及鄭紹康等朋友最近玩樂的片段上載到網上，不少網友批評他們説法前後矛盾，不安好心。

## 演出

### 電視節目（ViuTV）
- 2020年：《帶你到主場》主持[7]
- 2022年：《晚吹 有酒今晚吹》嘉賓
- 2022年：《七福星》第六集嘉賓
- 2022年：《為食家族》主持

## 外部連結
- 葉佩男的Facebook專頁
- 葉佩男的Instagram帳戶
- 葉佩男的YouTube 頻道 （页面存档备份，存于）